# Neotabuda pilosa
Neotabuda pilosa är en tvåvingeart som beskrevs av Lyneborg 1980. Neotabuda pilosa ingår i släktet Neotabuda och familjen stilettflugor. Inga underarter finns listade i Catalogue of Life.